# Tiefenstürmig
Tiefenstürmig ist ein Gemeindeteil des Marktes Eggolsheim im Landkreis Forchheim (Oberfranken, Bayern).

## Geografie
Das  Kirchdorf im Südwesten der Wiesentalb befindet sich etwa acht Kilometer nordnordöstlich von Eggolsheim auf einer Höhe von 379 m ü. NHN.

## Geschichte
Bis zum Beginn des 19. Jahrhunderts unterstand Tiefenstürmig der Landeshoheit des Hochstifts Bamberg. Die Dorf- und Gemeindeherrschaft übte dessen Amt Eggolsheim als Vogteiamt aus. Auch die Hochgerichtsbarkeit stand diesem Amt als Centamt zu.
Als das Hochstift Bamberg infolge des Reichsdeputationshauptschlusses 1802/03 säkularisiert und unter Bruch der Reichsverfassung vom Kurfürstentum Pfalz-Baiern annektiert wurde, wurde Tiefenstürmig Bestandteil der bei der „napoleonischen Flurbereinigung“ in Besitz genommenen neubayerischen Gebiete.
Durch die Verwaltungsreformen zu Beginn des 19. Jahrhunderts im Königreich Bayern wurde Tiefenstürmig mit dem Zweiten Gemeindeedikt 1818 eine Ruralgemeinde. Im Zuge der Gebietsreform in Bayern wurde die Gemeinde Tiefenstürmig am 1. Mai 1978 in den Markt Eggolsheim eingegliedert. Im Jahr 1987 zählte Tiefenstürmig 113 Einwohner.

## Verkehr
Die von Götzendorf kommende Kreisstraße FO 5 endet im Ort und setzt sich mit einer nordostwärts verlaufenden Gemeindeverbindungsstraße fort. Diese führt in steilem Anstieg auf das Plateau der Albhochebene. Von dort sind unter anderem die Orte Kalteneggolsfeld, Volkmannsreuth und Dürrbrunn erreichbar. Der ÖPNV bedient das Dorf an einer Haltestelle der Buslinie 220 des VGN in Richtung Forchheim und in die Gegenrichtung nach Eggolsheim. Der nächstgelegene Bahnhof an der Bahnstrecke Nürnberg–Bamberg befindet sich in Eggolsheim.

## Baudenkmäler

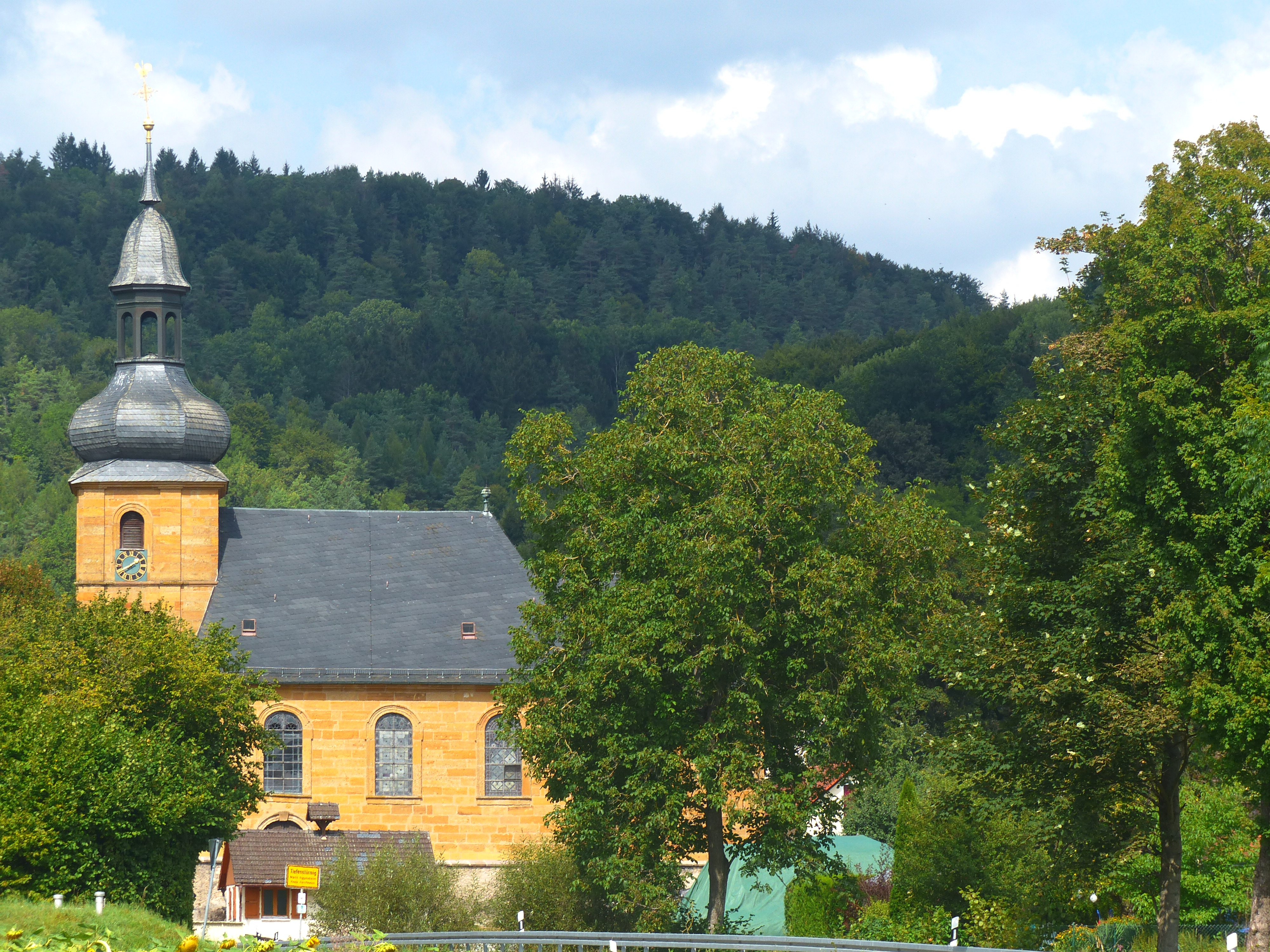
Die aus der ersten Hälfte des 18. Jh. stammende Kirche des Ortes

Die barocke Saalkirche im südlichen Ortsbereich stammt aus der ersten Hälfte des 18. Jahrhunderts.